# Nesher (ville)
Pour les articles homonymes, voir Nesher.
Nesher (qui signifie aigle en français) est une ville du district de Haïfa en Israël.

## Géographie
Un pont suspendu de 70 mètres de long se trouve dans le Parc de Nesher.

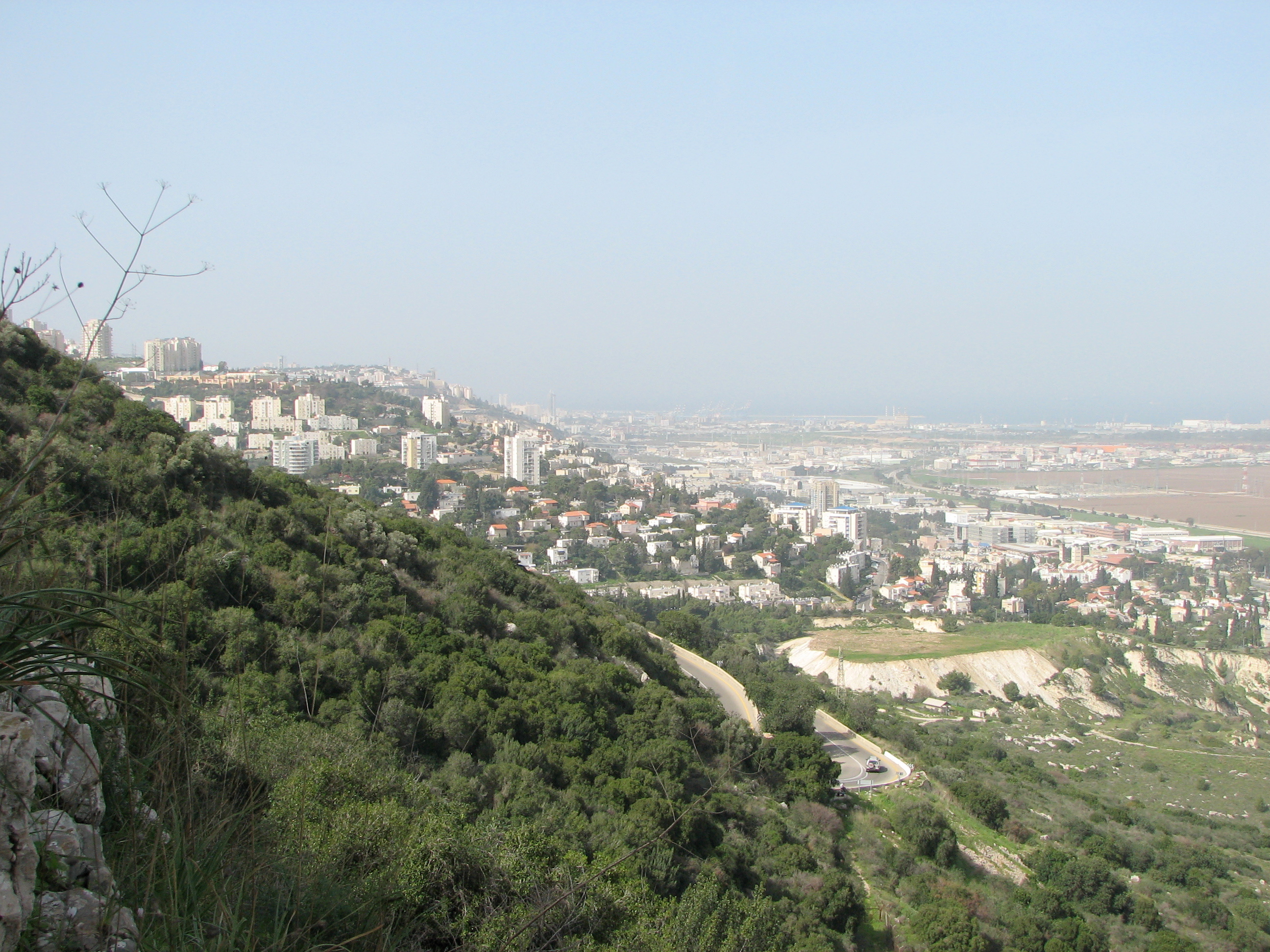
Nesher
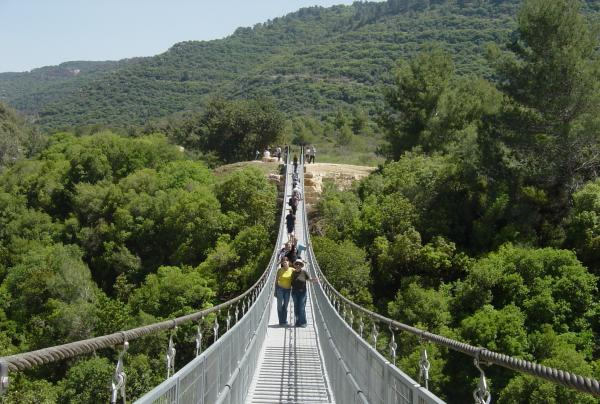
Parc du Mont Carmel à Nesher
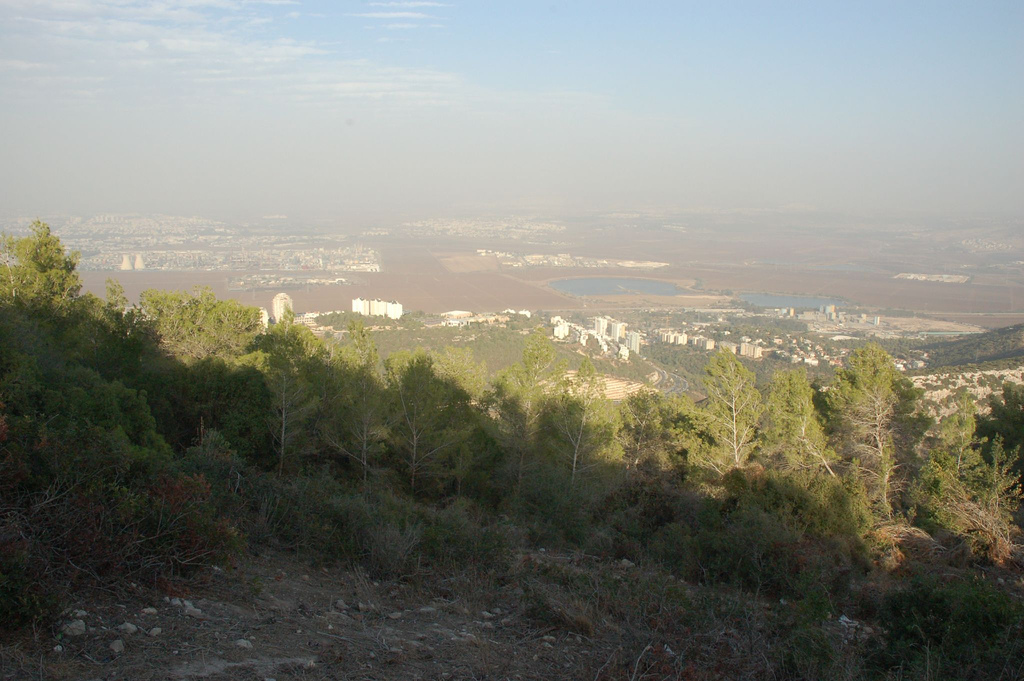
Parc du Mont Carmel au-dessus de Nesher
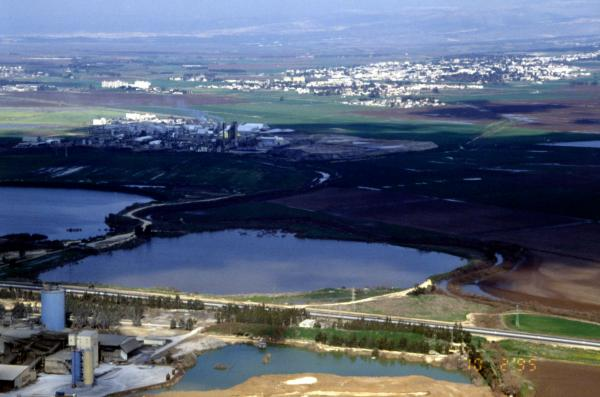
étang à Nesher